# Jean-Louis Prévost (dessinateur de botanique)
Pour les articles homonymes, voir Jean-Louis Prévost et Prévost.
Jean-Louis Robert Prévost, dit « Prévost le Jeune », né vers 1767 et mort en 1788 à Vanikoro est un botaniste et dessinateur français.
Ses dessins ont illustré l'expédition de La Pérouse (1785-1788).

## Biographie

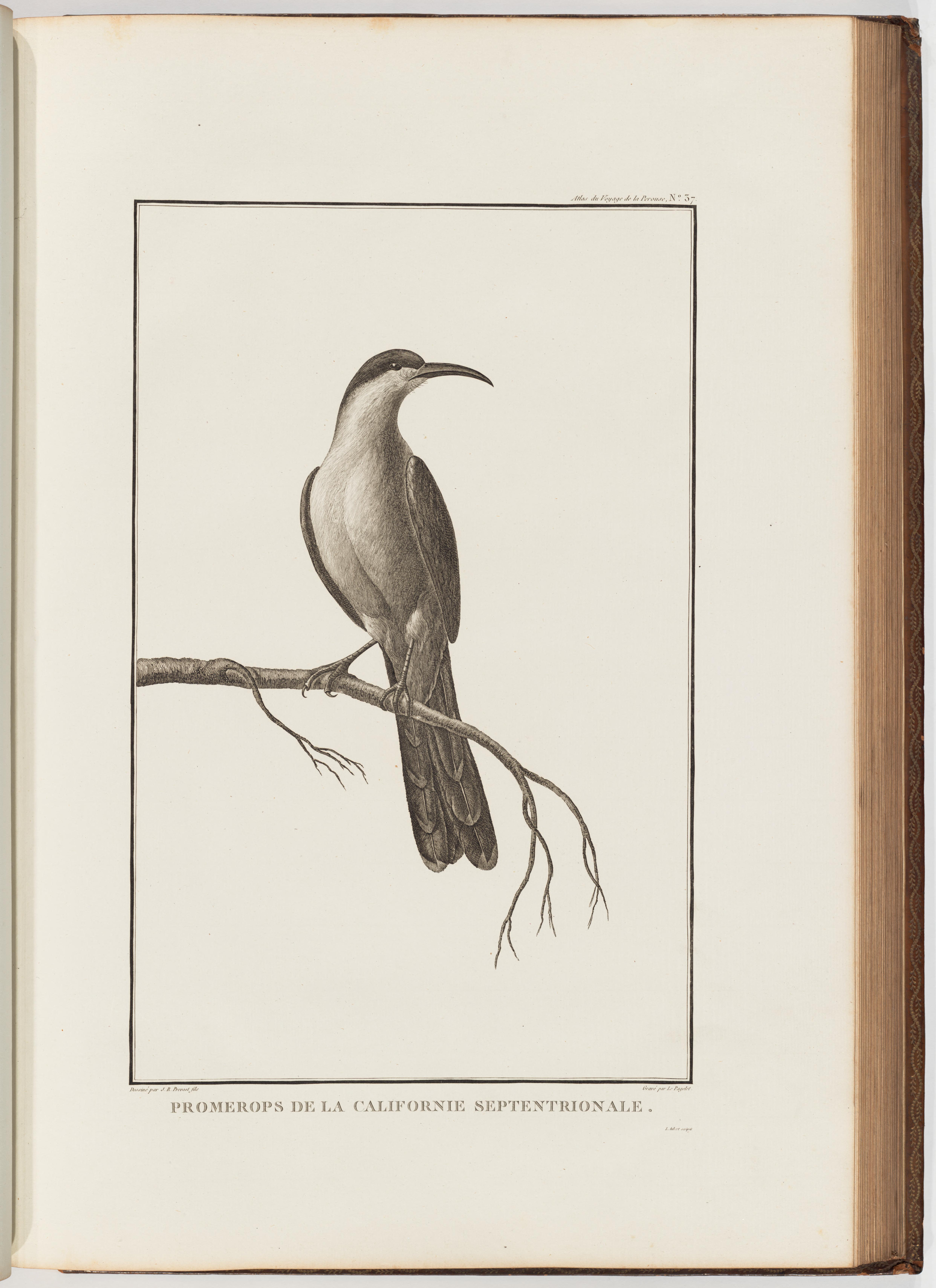
Promerops de Californie septentrionale, gravure d'après Jean-Louis Robert Prévost.

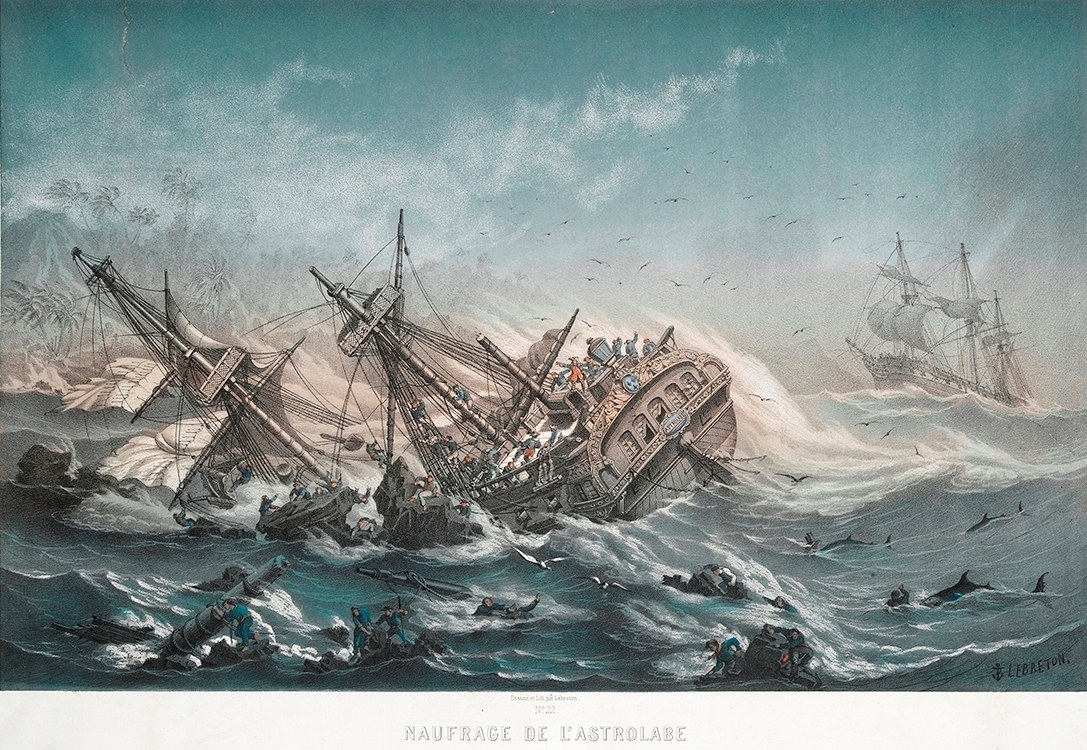
Le naufrage de la Boussole et de l'Astrolabe dans lequel disparurent Jean-Louis Prévost et son oncle Guillaume Prévost en 1788. Lithographie de Louis Le Breton.

Jean-Louis Robert fait partie de la seconde génération d'une fratrie de peintres de fleurs célèbres : trois des frères Prévost ont été identifiés : Jean-Jacques Prévost, baptisé le 1er juillet 1736, Guillaume, baptisé le 2 avril 1738 et Jean-Louis, baptisé le 25 septembre 1745. Ils étaient tous nés à Nointel près de L’Isle-Adam, où leur père, Jacques, était vigneron.
Jean-Louis-Robert est le fils de Jean-Louis ; il a eu une sœur, Aimée-Louise.
En 1785, Guillaume Prévost, dit « Prévost oncle », se porte volontaire comme « dessinateur pour la Botanique » de l'expédition de La Pérouse. Il est engagé pour assister le médecin La Martinière pour la botanique, l’entomologie et l’histoire naturelle avec 1 200 livres d’appointements par an et embarque à bord de L’Astrolabe commandée par Fleuriot de Langle.
Son neveu, Jean-Louis-Robert Prévost, dit « Prévost le jeune », encore mineur, embarque à bord de La Boussole commandée par La Pérouse, en remplacement de son père, Jean-Louis Prévost, qui se considérait trop âgé pour cette aventure et ne voulait pas laisser son épouse Thérèse-Geneviève et sa fille Aimée-Louise-Thérèse âgée de 14 ans seules en France.
Il se fait remarquer pendant le voyage par son zèle à dessiner, à bord comme à terre, oiseaux et coquilles, « plein d’ardeur et de bonne volonté ».
Il disparaît en 1788 à Vanikoro dans le Pacifique, avec La Pérouse et tous les membres de l’expédition.
Une partie des dessins des Prévost, oncle et neveu, sont parvenus en France grâce à Barthélemy de Lesseps, débarqué au Kamtchatka le 29 septembre 1787 et remis à la Cour de Versailles 17 octobre 1788.
Le père du jeune Jean-Louis-Robert et frère de Guillaume demanda le 26 avril 1789 au directeur général des ports et arsenaux de la Marine, Charles-Pierre de Fleurieu à toucher la moitié du traitement de son fils comme il en avait été convenu en 1785 ; on lui répondit que son fils « sera[it] probablement ici dans le mois de juillet ». Il se vit attribuer à la manufacture des Gobelins, rue Mouffetard, un logement qu’il occupa pendant une trentaine d’années ; il est mort en 1827.
Le 3 mai 1827, Anne-Louis Harissart, représentant son épouse Aimée-Louise Prévost, demande en vain au ministère de la Marine et des Colonies de faire constater « l’absence desdits Prévost fils et oncle partis avec Lapeyrouse avec lequel il parait qu’ils ont péri et dont il est impossible de justifier par des actes de décès en forme régulière » afin de pouvoir faire ensuite une demande de déclaration judiciaire de décès.

Gravures d'après les dessins de Jean-Louis Robert Prévost ou Guillaume Prévost illustrant l'expédition de La Pérouse
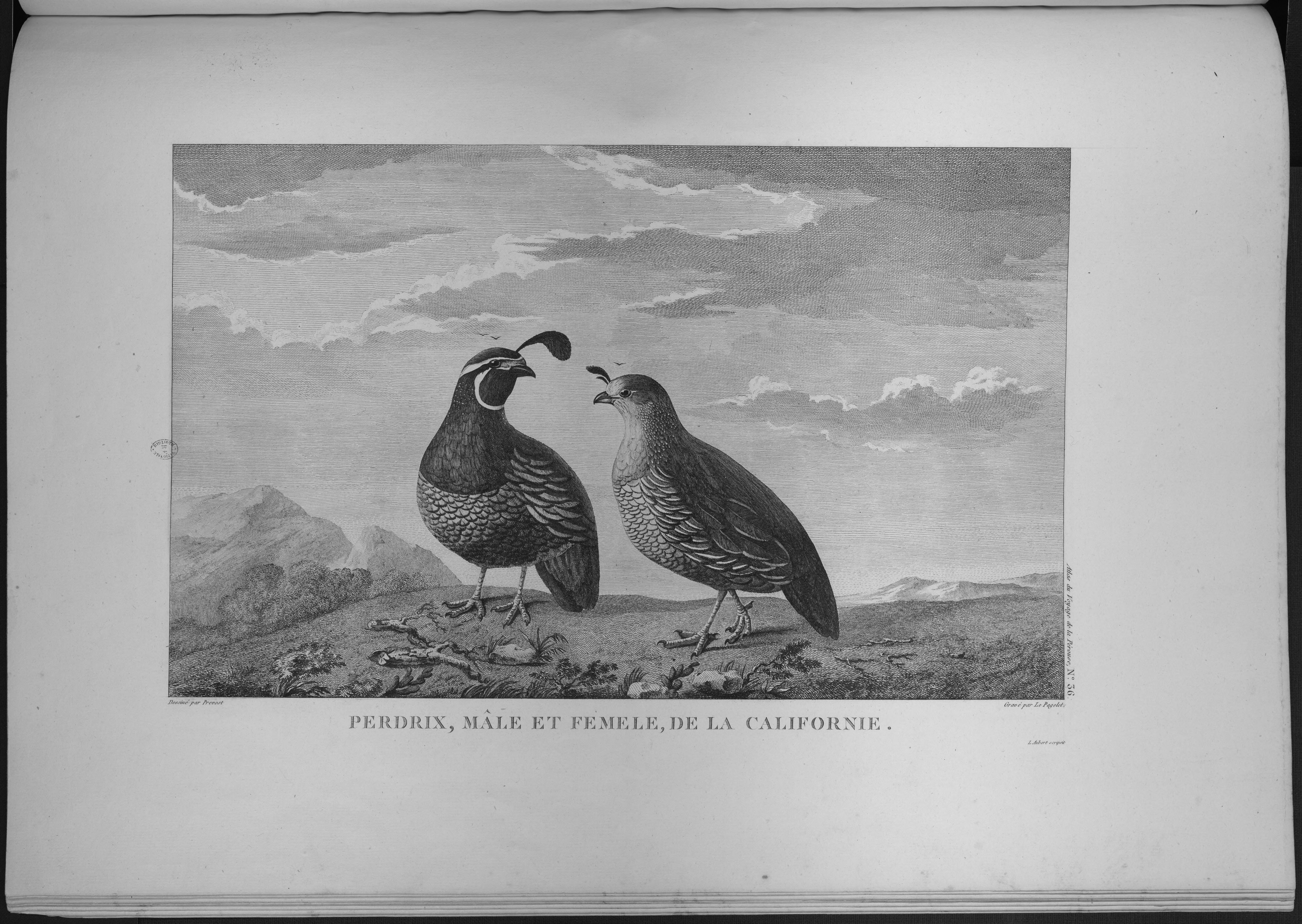
Perdrix, mâle et femelle, de la Californie
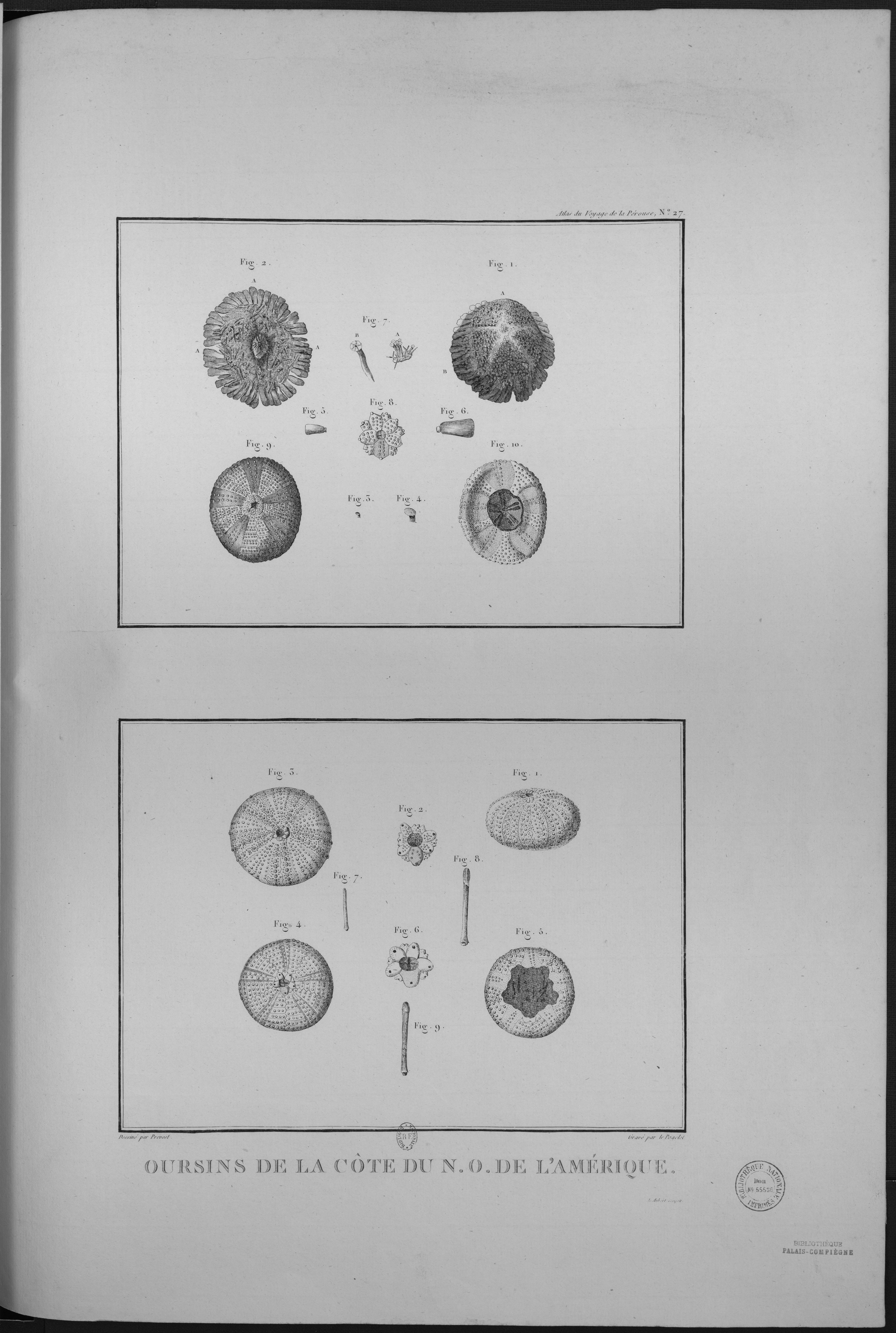
Oursins de la côte NO de l'Amérique
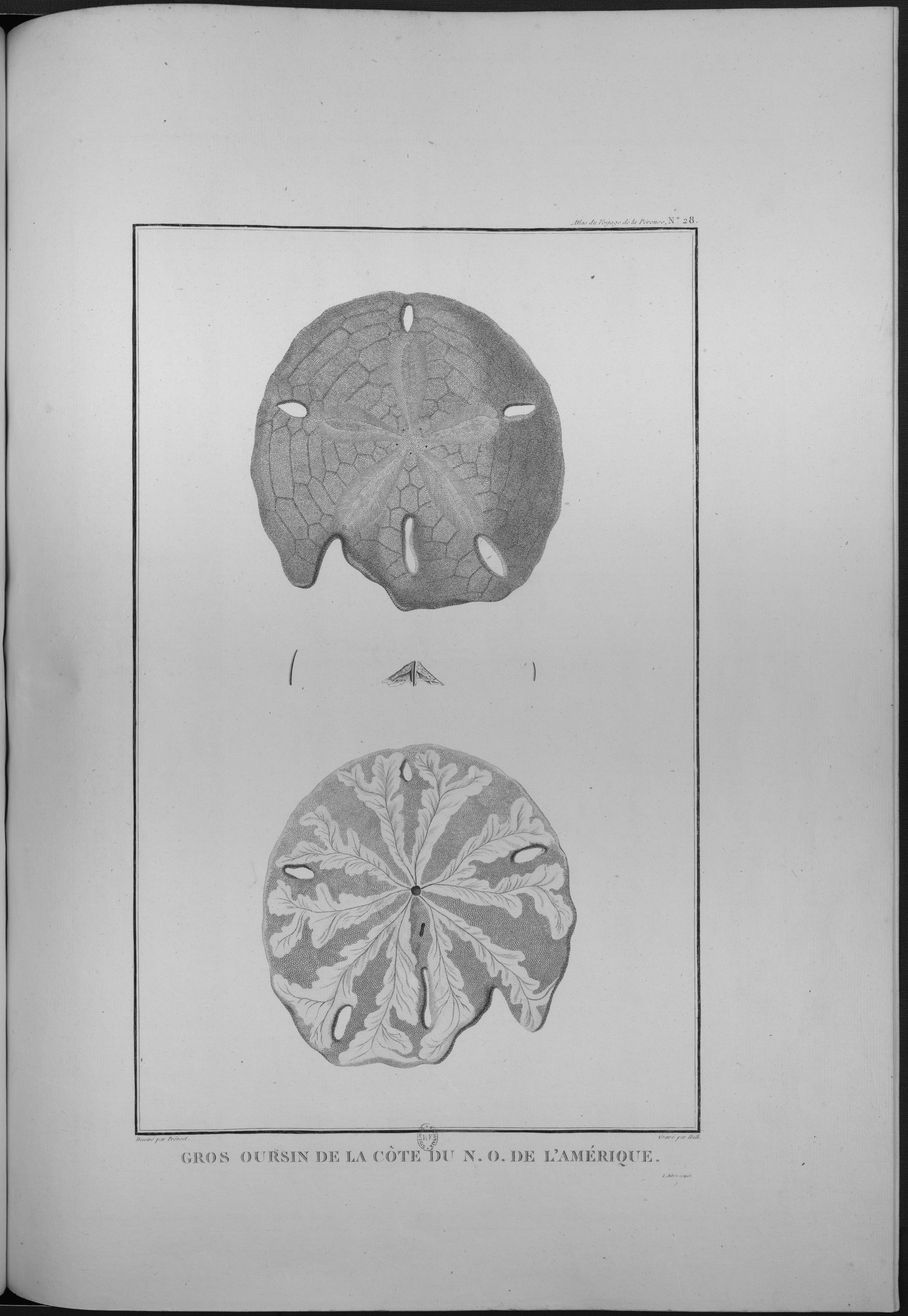
Gros oursin de la côte du NO de l'Amérique
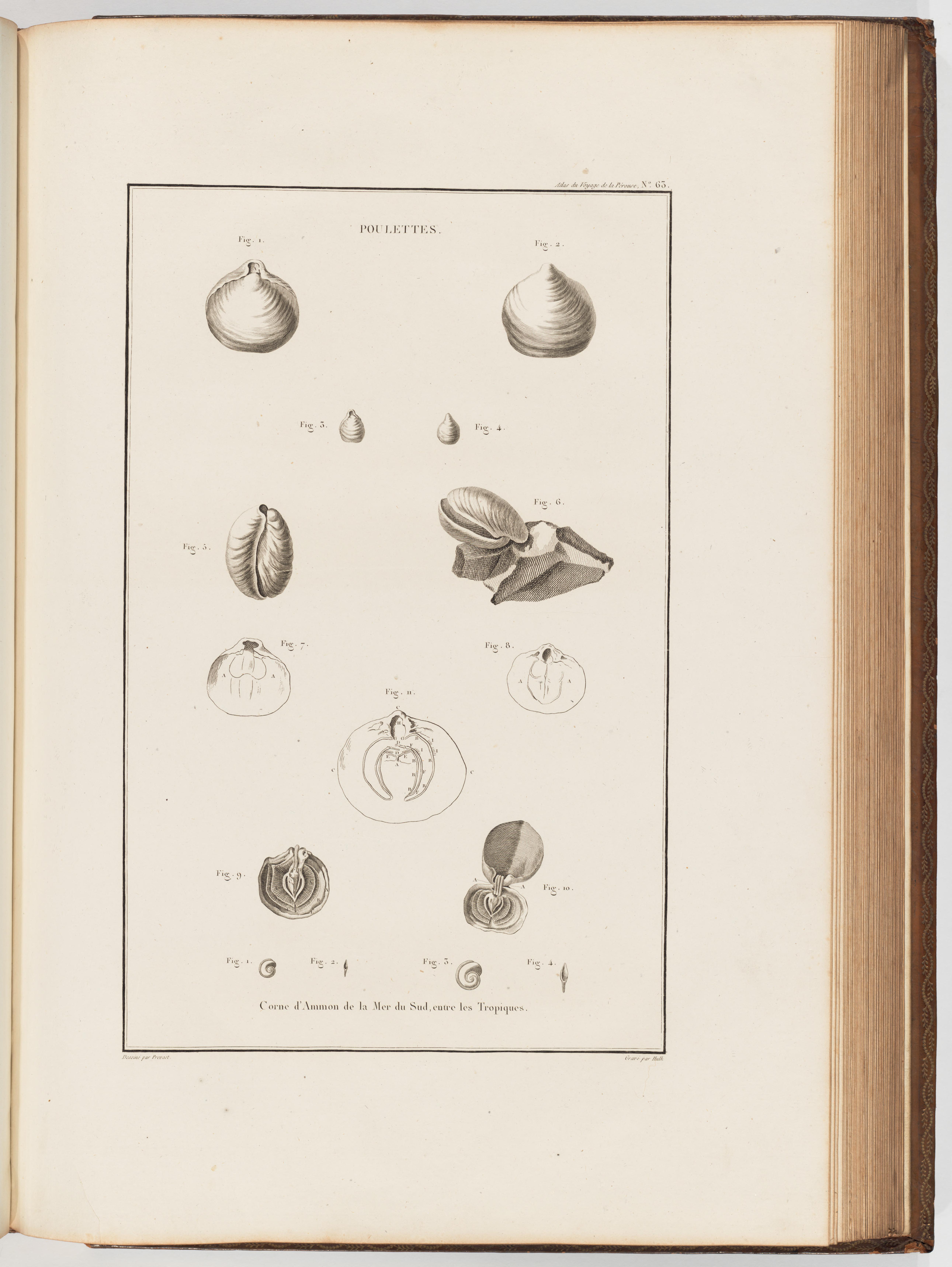
Poulettes et Corne d'Ammon de la mer du Sud, entre les Tropiques